# François Montmaneix
François Montmaneix est un poète et écrivain français né le 4 juin 1938 à Lyon et mort le 21 octobre 2018 à Caluire-et-Cuire (Rhône).

## Biographie
Né à Lyon le 4 juin 1938, François Montmaneix est pendant de nombreuses années l'un des acteurs importants de la vie culturelle lyonnaise, en dirigeant l'auditorium Maurice-Ravel, à l'intérieur duquel il crée l'Artrium, galerie d'expositions, et Le Rectangle, centre d'art situé place Bellecour. Membre fondateur du Prix Roger-Kowalski, prix de poésie de la ville de Lyon créé en 1984, il est également président de l'Académie Mallarmé.
Il meurt le 21 octobre 2018 à l'âge de 80 ans.

## Œuvres

### Poésie
- Saisons profondes, La rumeur libre éditions, 2015
- Œuvres poétiques, tomes 1 et 2, Postface de Jean-Yves Debreuille, La rumeur libre éditions, 2015
- Laisser verdure, Préface d'Yves Bonnefoy, Le Castor Astral (2012) - Prix Théophile-Gautier 2013 de l'Académie française
- L'Abîme horizontal, Éditions La Différence (2008) - Prix Alain Bosquet 2008
- Jours de nuit, Éditions Le Cherche Midi (2005)
- Les Rôles invisibles[4], Éditions Le Cherche Midi (2002) - Prix Guillaume-Apollinaire 2003
- Vivants, Éditions Le Cherche Midi (1997) - Prix AU.TR.ES 1997 (Auteurs, Traducteurs, Essayistes) Prix Rhône-Alpes de Littérature
- L'Autre Versant du feu, Éditions Pierre Belfond (1990) - Prix Louise-Labé 1991
- Visage de l'eau, Éditions Pierre Belfond (1985) - Prix RTL/Poésie1 1987
- Le Livre des ruines, Éditions Pierre Belfond, 1980
- Le Dé, Guy Chambelland éditeur (1974)
- L'Ocre de l'air, Guy Chambelland éditeur (1970)
- L'Arbre intérieur, Guy Chambelland éditeur (1967)

### Autres ouvrages
- Huit heures dans un endroit où je suis né (lithographies de Jacques Truphémus), Éditions Stéphane Bachès (2009)
- Lyon, de place en place (photographies d'Agathe Bay), Aux Éditions Les Sillons du temps (1995)
- Landstriche (lithographies de Hans-Martin Erhardt), Manus-Presse, Stuttgart (1977)